# バストーニュの戦い
バストーニュの戦い（英語: Siege of Bastogne）とはバルジの戦いの最中、ベルギーの町バストーニュで行われた戦いである。ドイツ軍の攻撃目標はアントワープの港であり、バルジの戦い初期、ドイツ軍の奇襲に混乱していた連合軍が軍を立て直してしまうことや、圧倒的優勢な連合軍空軍の攻撃が開始される前に、交通の要所バストーニュを占領しなければならず、ベルギー東部においてドイツ装甲部隊は攻撃を強化した。バストーニュにはアルデンヌ山地を巡る7本の道が合流しており、その交差点はドイツ軍の進撃に必要であった。戦いは1944年12月中旬から1945年1月まで行われた。

## 背景
1944年6月、連合軍はノルマンディー上陸作戦に成功後、パリを解放し、ドイツ軍を東へと追いやっていた。そのため、連合軍は北はオランダのネイメーヘン、南は永世中立国スイスまで進出した。その進撃の最中、良港を持つアントワープを占領し、秋にはアーヘンへ進出、ドイツ国境をついに越えた。そのため、ドイツ総統アドルフ・ヒトラーはベルギーにおいて連合軍を押し返す事を計画した。それは総勢55個師団で奇襲を行い、マース川を渡り、アントワープを奪還するものであった。ゲルト・フォン・ルントシュテット（西部方面軍司令官）とヴァルター・モーデル（B軍集団司令官）を含む西部戦線の司令官たちの反対にもかかわらず、計画は修正されず、作戦発動は1944年12月16日と決定した。
一方、連合軍はアルデンヌの地形がドイツ軍の大規模反撃に不向きであると考えていた。また、ありとあらゆる情報が、アルデンヌに配置されているドイツ軍部隊が疲弊していることを示しており、連合軍首脳はドイツ軍による大規模反抗作戦が発動されるとは考えておらず、バストーニュ近辺のドイツ軍は歩兵師団のみで、戦闘も小規模で済むと考え、7月22日から11月19日まで連戦していたアメリカ第28歩兵師団が比較的平穏と思われたバストーニュに配置された。
第5装甲軍司令官、ハッソ・フォン・マントイフェルは第XLVII 装甲軍団（司令官ハインリッヒ・フォン・リュトヴィッツ男爵（Heinrich Freiherr von Lüttwitz）にナミュール近郊でマース川を渡り、バストーニュを占領するよう命令した。そこで、リュトヴィッツは、第26国民擲弾兵師団、第2戦車師団が先頭、装甲教導師団が後衛とし、3個師団で11km幅の正面を突破する計画とした。これに対する連合軍はアメリカ第110歩兵連隊の2個大隊（第3大隊は予備とされていた）でウール川沿い14kmの防衛を行っていた。しかし、部隊は集落ごとの小さなグループに分けられ、最前線である川岸には昼間のみ張り付いていた。そして、部隊は防衛線の長さに対して戦力が足りないため、ウール川を渡る4本の道に戦力を集中させた。しかし、戦闘開始前、豪雨に見舞われたため、バストーニュへ部隊が向かうことができる道はたった1本になっており、それはダズバーグでウール川を渡る最も北にある道であった。第26国民擲弾兵師団が仮設橋を架ける間に、第2装甲師団はこの道を使用して川を渡るよう命令された。リュトヴィッツは道路網におけるバストーニュの重要性を理解していた。そして、彼は部隊が遠い西方へ向かうためには、この都市を占領しなければならないことも理解していた。そして、リュトヴィッツはそれを実行するために、配下の部隊がクレルヴ川を横断するとすぐに、装甲教導師団にバストーニュへ急行するよう命令した。

## 戦闘
12月15日夕方、第26国民擲弾兵師団はウール川西岸の堤防に進出した。午前3時、工兵は将兵と器材を輸送しだしたが、そこはアメリカ軍が駐屯している地域に近かった。午前5時半、歩兵連隊が進出したため、電話線を切断、砲兵部隊がアメリカ軍陣地を砲撃し始めた。ドイツ軍は素早く攻撃、圧倒的戦力で村々で勝ちを収めたが、ワイラー（Weiler）ではアメリカ軍の若干の迫撃砲と対戦車砲小隊が踏ん張り、アメリカ軍の中隊はドイツ軍の度重なる攻撃を夕方まで耐えた。ドイツ軍工兵は夕暮れまでにウール川に架橋を終了、装甲部隊が戦線へ移動を開始、ドイツ軍の戦力は飛躍的に増加した。しかし、ドイツ軍はアメリカ軍に足止めされ、すでに計画は遅れを見せた。計画では初日の夕方までにクラーフ川を渡る予定であった。
12月19日、アメリカ軍第28歩兵師団司令部は南東の村、ウィルツ（Wiltz）からバストーニュへ移動した。そしてウィルツで最後の抵抗を行い、配下の第110連隊の第3大隊（装甲部隊と砲兵の支援を受けていた）は、その日の正午頃、バストーニュに到着した。アメリカ軍第44工兵大隊はバストーニュ北方に配置されたが、ドイツ軍の攻撃でバストーニュに退却、その際、橋を爆破した。この部隊には500名しかいなかったが、夕方まで持ちこたえたが、ドイツ軍の攻勢の前に西へ撤退した。第110歩兵連隊は撃破され、残存兵はバストーニュを防衛することになった。

## 第101空挺師団の急行
ドイツ軍の攻勢が始まる数週間前、いろいろな情報があったにもかかわらず、ドイツ軍の奇襲は成功していた。戦闘が開始して2日目にはアメリカ第28歩兵師団は崩壊の危機に瀕していた。アメリカ第VIII軍団司令官（トロイ・H・ミドルトン）は予備戦力である第10機甲師団のB戦闘団を支援にまわした。一方、ドワイト・D・アイゼンハワーも連合軍最高司令部（SHAEF）の予備戦力を投入することを命令、投入される部隊は、ランスに駐屯していたアメリカ第82空挺師団と第101空挺師団から形成された。彼ら空挺部隊はノルマンディー上陸作戦で優秀な結果を残した経験豊富な部隊であり、オランダでの戦闘後、2ヶ月間の再編成期間中であった。両師団は12月17日夕方、待機態勢を取り、救援のためにトラックを手配し始めた。より長い再編成期間を経て、装備も充実していた第82空挺師団が先発し、そして第101空挺師団は12月18日午後、駐屯地ムルムロン (Mourmelon)を出発した。輸送隊列は夜でなおかつ、霙交じりの霧雨の中、空爆の恐れがあるにもかかわらず、急ぐためにヘッドライトを点灯して走行した。そして、一部部隊は一度、ランスへ戻ってから、ベルギーのブイヨン（Bouillon）へ移動した。第82空挺師団がウェルボモン（Werbomont）へ向かうドイツ軍のパイパー戦闘団を食い止めるために、北方へ移動している間、第101空挺師団はバストーニュ（ランスから172kmで海抜445mの位地にある）に向かった。アメリカ第705戦車駆逐大隊はバストーニュ北方約100km地点に居たが、18日、装甲戦力が無い第101空挺師団を援護するよう命令され、翌晩遅くに到着した。第501パラシュート連隊の先遣隊は12月19日深夜、バストーニュ西6.5kmの集合地区に到着、翌9時、連隊全体が到着した。
第101空挺師団師団長代理アンソニー・マコーリフは状況を確認するために、午前6時、第501パラシュート連隊を東へ向かわせた。午前9時、部隊は道路両側へ展開した。そこではドイツ軍装甲教導師団がアメリカ軍の歩兵、駆逐戦車のチームを撃破するために一日中、攻撃を仕掛けていた。第506パラシュート連隊も後に続き、バストーニュ北部のノヴィル（Noville）で第1大隊が防御戦を行い、残り2個大隊は予備とされた。第501パラシュート連隊はシャンプ（Champs）からレコン（Recogne）までの線を確立するために北、北西へ移動した。一方、ドイツ軍の意図が推測できるまで、新たに到着した第327グライダー連隊はバストーニュ西の防衛を任された。

## 戦闘開始

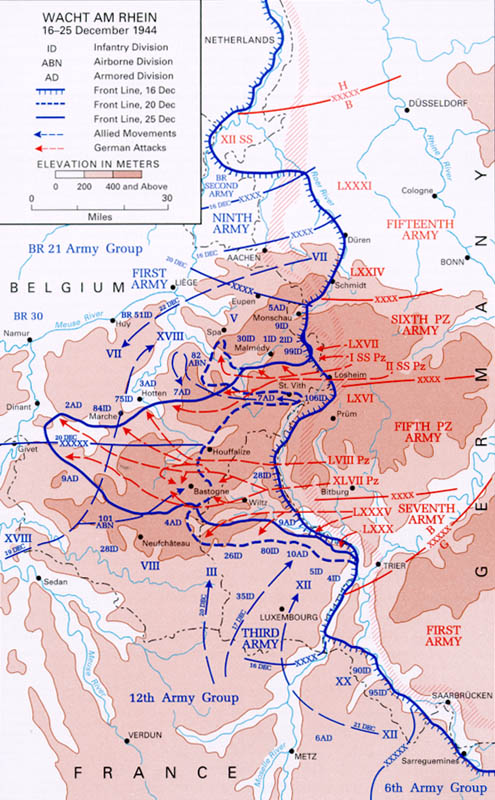
ライン（河）の守り作戦

12月19、20日、第506パラシュート連隊第1大隊は、チームデソブリーを支援するよう命令された。また、第10機甲師団から大隊規模の戦車歩兵混合タスクフォースを形成、バストーニュ北東4,36kmにあるノヴィルを防衛するよう命令された。第705駆逐戦車大隊の4両のM18駆逐戦車と共に、空挺兵は移動中にドイツ第2装甲師団（進撃路の確保とMonaville（バストーニュ北西）を占領するために第2進撃路を進行していた）を攻撃、ドイツ軍の反撃は燃料の不足のために失敗した。そして、アメリカ軍はバストーニュ左側面の脅威となりえるため、ノヴィルを確保するために混合部隊を編成した。この時、ドイツ軍を出し抜くためのチームデソブリーの移動は、M18の伝説的最高速度、時速89km（現代のM1A2エイブラムス主力戦車よりも速い）に達したと文書に残されている。第1大隊と第705駆逐戦車大隊のM18による攻撃は、ドイツ軍に少なくとも戦車30両、将兵500〜1000人の損害を与えた。歴史家はM18が数両のティーガーI重戦車を含む24両を撃破したと信じており、それはM18がその性能を駆使して「ヒットアンドウェイ」戦法で入れ替わり立ち代り攻撃したため、戦車が何両も存在するとドイツ軍は疑い、攻撃を鈍らせることとなり、一晩中、町をアメリカ軍が押さえた。第3大隊はバストーニュ北部の待機位置から南のフォイ（Foy）を押さえ、第1大隊へのドイツ軍の圧力を緩めるよう命令された。
ドイツ軍は村で大戦力が待ち構えていると考え、そこから生じる損害を考えると攻撃に躊躇した。そしてドイツ軍は前進を一旦、止めて、バストーニュを南から攻囲するために有利な地点を探し、時間を無駄に消費するという戦略的間違いを犯した。この判断が、第101空挺師団にバストーニュの守りを強化する時間を与えることとなった。2日後、ドイツ第2装甲師団はマース川へ向かう当初の計画を続けることとなった。しかし、バストーニュにおいて第101空挺師団を排除することを最後まで行わなかった結果として、ドイツ第2装甲師団はセル（Celles）で燃料切れを起こし、アメリカ第2機甲師団、イギリス第29機甲旅団によって撃破された。
第1大隊がノヴィルから出た20日、フォイの村落からバストーニュまでの第3大隊が防衛していた途中の道が奪われ、第1大隊はフォイへの道を戦わなければならなかった。第1大隊がアメリカ軍防衛線に到着する頃には、約600名の将兵の内、14人の将校と199の兵を失っており、その後、師団予備とされた。チームデソブリーが第3大隊の防衛線を抜けたとき、4分の1の兵士を失い、戦車は4両しか残っていなかった。

## 孤独な戦い
第101空挺師団は、ドイツ第2装甲師団対策に第503パラシュート連隊を北部に、ノヴィル防衛に第506パラシュート連隊、東方向を第501パラシュート連隊、南周辺に沿って南東のMarvie から西のChampsへ第327グライダー連隊とそれぞれ配置し、バストーニュの周りの防御を固め、その隙間を工兵と砲兵が塞いだ。バストーニュ西側は初日に急襲され、医療中隊がかなりの損害を受けており、師団の支援部門の多数の隊員が防衛線を補強する部隊として配置された。ドイツ軍に対する遅滞戦闘でかなりの損害を被っていた第10機甲師団B戦闘団の、チームデソブリー、チームチェリー、チームオハラは、あわせて40両の軽戦車と中戦車で「火消し部隊」を編成した（これには第9機甲師団の残存者、バストーニュで見つかった8両の代替戦車も含まれていた）。バストーニュにあった第969野戦砲兵大隊「all-black」（アフリカ系アメリカ人部隊）を含む3個の砲兵大隊は一時的に統合され、臨編砲兵群を形成した。各大隊はそれぞれ12門の155mm榴弾砲を保有しており、弾薬が限られている中、師団陣地全域に強力な火力を提供した。B戦闘団の指揮官、ロバーツ大佐は総崩れして敗走していたアメリカ第8軍団の落伍兵600名以上を集めて間に合わせのチーム・スナフ(Team SNAFU)を形成させた。
北方向、東方向へのアメリカ軍による激しい防衛戦の結果、ドイツ第XLVII装甲軍団司令官リュトヴィッツはバストーニュを包囲して南方向、南西方向から攻撃することを決定、12月20日〜21日の夜に開始した。ドイツ装甲偵察隊による攻撃はアメリカ軍の雑多な部隊に止められるまでにバストーニュ南西の砲兵陣地を越えており、最初の成功を得た。
本来ならば大多数の部隊で包囲するべきなのだが、第XLVII装甲軍団配下の2個装甲師団はバストーニュを包囲するための攻撃を行った後の22日、本来の任務であるマース川方面への進出へ向かった。ただし、第26国民擲弾兵師団によるアメリカ軍が防衛するバストーニュ中心の交差点への攻撃を支援するために1個連隊を置いていった。第XLVII装甲軍団はバストーニュの南と西の防御を確認するために強行偵察を行ったが、そこはパラシュート連隊と支援部隊によって撃退された。アメリカ軍は砲火を各々の部隊の攻撃のために効率的に移し、また、装甲部隊も移動させた。
第26国民擲弾兵師団はその翌日のクリスマス・イヴ、大規模攻撃のために第15装甲擲弾兵師団から1個装甲擲弾兵連隊を借り受けた。第26国民擲弾兵師団はすでに消耗しており、第XLVII装甲軍団はバストーニュの全体で個々の攻撃を行うよりも西部での攻撃に集中させた。歩兵大隊と戦車18両による攻撃は第327グライダー連隊第3大隊（公式記録では第401グライダー連隊第1大隊）の防衛線を突破、大隊指揮所まで進撃した。しかし、第327グライダー連隊は死守、後に続こうとしたドイツ軍を撃退し、92人の捕虜を得た。2手に分かれて侵入に成功したドイツ軍装甲部隊は（1つはシャンプ後方へ向かっていた）、パトリック・F・キャシディー（ Patrick F. Cassidy）中佐指揮の第502パラシュート連隊第1大隊の2個中隊と第705駆逐戦車大隊の駆逐戦車4両に撃破された。
バストーニュにおけるアメリカ軍の存在はドイツ軍の進撃への大きな障害となっていた。そして、この孤独な戦いは、他の地域で戦っている連合軍の士気を高めた。
バストーニュに通じている7本の道は12月21日正午までにはドイツ軍に寸断された。そしてアメリカ軍はドイツ軍に囲まれていることを認めざるを得なかった。アメリカ軍は数に圧倒された上に、冬装備、弾薬、食料、衣料品そしてリーダーシップ（師団長マクスウェル・D・テイラーを含む多くの将校が不在であった）が不足していた。何年に一度かの最悪な冬の天気のために、空軍は装備の空中投下もできず、空軍の支援攻撃の力も借りることができなかった。

## 反撃
第4機甲師団の第37機甲大隊（隊長クレイトン・エイブラムス中佐）が先頭になった第3軍（司令官ジョージ・パットン）の救援部隊は、クリスマスの翌日にドイツ軍を撃破、第326工兵隊の元にたどり着いた。第101空挺師団の補給線と他の部隊との接触は12月27日に回復、負傷者は後方へ輸送された。第101空挺師団師団長テイラーは第4機甲師団とともにバストーニュへ到着、指揮をとることとなった。包囲が終了したことにより、第101空挺師団は休めると考えていたが、再び攻撃命令が入った。第506パラシュート連隊は1945年1月9日にルコーニュ（Recogne）、10日にボワ・ジャック（Bois Jacques）を、13日にはフォイ（Foy）をそれぞれ占領した。第327グライダー連隊はバストーニュ北東のブルシ（Bourcy）へ1月13日、向かいドイツ軍の頑強な抵抗に出くわした。第506パラシュート連隊は1月14日にノヴィルを、翌日にはラシャンプ（Rachamps）をそれぞれ取り戻した。第502パラシュート連隊は第327グライダー連隊を支援、1月17日、ブルシを占領し、バストーニュに第101空挺師団が到着した日の防衛線までドイツ軍を押し戻した。その翌日、第101空挺師団は後方へ移動した。
戦いで引用される言葉は第101空挺師団師団長代理、アンソニー・マコーリフ准将が放った言葉である。ドイツ第XLVII 装甲軍団司令官リュトヴィッツがバストーニュを防衛するアメリカ軍に降伏を勧告している時、マコーリフは「NUTS!」（第327グライダー連隊長は「地獄へ落ちろ！」という意味だとドイツ軍の使者に伝えた。）と答えた。戦いの後、新聞は「バストーニュで痛めつけられた奴ら（battered bastards of Bastogne）」と師団を紹介した。

## メディア
1949年のハリウッド映画「戦場」は第327グライダー連隊の架空チームを通して、第101空挺師団のバストーニュの戦いを描いた。また、ドラマ「バンド・オブ・ブラザース」において第6話「Bastogne（邦題、衛生兵）」においてもバストーニュの戦いが描かれている。

## 文献
- Ambrose, Stephen E. Band of Brothers. New York: Simon & Schuster Paperbacks, 1992.
- Turow, Scott. Ordinary Heroes. Farrar, Straus and Giroux (October 27, 2005)